# 分子擴散

由微觀及宏觀的角度觀察擴散。起始時，障礙（紫色線條）左側含有溶質分子，而左側則無。當障礙移除，溶質將以擴散的刑式充滿整個容器。圖一：單一分子之運動是隨意的。圖二：當有更多分子時，溶質均勻充滿容器的趨勢愈加明顯。圖三：當有龐大數量的溶質分子時，一切的隨機運動都不復可見：溶質呈現由高濃度區往低濃度區擴散的現象，遵守菲克定律。

分子擴散（英語：molecular diffusion），通常簡稱擴散，是任何粒子（氣體或液體）於絕對零度以上之環境下的熱力學運動。本行為的速率是溫度、流體黏度以及粒子大小（質量）的函數。擴散解釋高濃度與低濃度之間存在分子淨通量的原因。一旦濃度相等，分子雖持續運動，但由於濃度梯度已不復存在，分子遂停止擴散，改由自擴散主導分子的隨機運動。擴散的結局是材料逐漸混合，使分子分佈達成均勻。由於分子依然持續運動，但平衡也已經建立，因此分子擴散的最終狀態被稱為「動態平衡」。在具有均勻溫度的相態中，因不受外部淨力影響，擴散過程最終將達到完全混合。
今考慮兩個等溫且有能力交換粒子的系統，S1與S2。如果系統位能有發生交換；例如μ1>μ2（μ為化學勢），則系統S1至系統S2將有能量流產生，因為自然傾向降低能量並使熵值極大化。
分子擴散一般都以菲克定律作為其數學描述。

## 應用
擴散是許多物理、化學及生物學科重要的基礎。一些應用擴散的例子如下：
- 以燒結來製造固體材料（粉末冶金、製造陶瓷等）
- 化學反應器設計
- 化學工業的觸媒設計
- 改善鋼鐵性質
- 半導體製程的摻雜

## 重要性

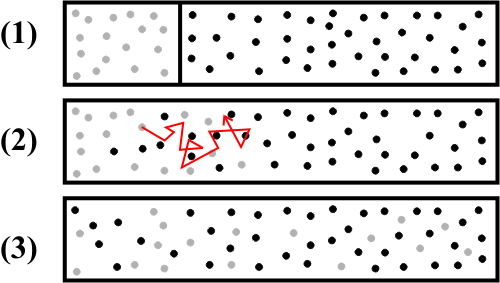
混合物中兩種物質的擴散現象之示意圖

擴散是輸送現象的一部份，是一種較緩慢的質傳方式。

### 生物學
於細胞生物學中，擴散是細胞間傳送必要物質（如胺基酸）的主要方式。溶劑（如水）在半透膜上的擴散行為則被稱為滲透。

## 氣體分子擴散
物質於靜止流體或跨越穩流流體之流線的輸送方式為分子擴散。兩相鄰容器以隔牆隔開，並各自裝有兩假想之氣體A與B，於容器中隨意運動著。倘若隔牆被移除，部分氣體A將移往原來被氣體B佔據的區域。相反地，B分子也將移往原來被純A分子佔據的區域。最終，兩種分子達成完全混合。在此之前，A、B之濃度皆隨著擴散軸向（X）逐漸變化，可以數學表示為-dCA/dx，其中CA是A的濃度。數學式前方的負號代表A濃度隨著距離x的增加而減少。同樣地，B濃度的變化則為-dCB/dx。分子A的擴散速率NA與濃度梯度和分子A於x方向上的平均速率相關，而這個關係得以菲克定律描述：
{\displaystyle N_{A}=-D_{AB}{\frac {dC_{A}}{dx}}}（僅可用於無整體流動的情形下）